# محافظه‌کاری اجتماعی
محافظه‌کاری اجتماعی(انگلیسی:Social Conservatism) گروهی از ایدئولوژی‌های سیاسی متمرکز بر حفظ باورها، گرایش‌ها و فلسفهٔ سنتی در مواجهه با ترقی‌خواهی اجتماعی است. هدف‌های محافظه‌کاری اجتماعی از سازمان به سازمان و از کشور به کشور فرق می‌کند؛ بنابراین، سیاست‌ها یا مواضعی نیست که بتوان آن‌ها را در بین محافظه‌کاران اجتماعی همگانی در نظر گرفت؛ مثلاً در سوئد محافظه‌کاری اجتماعی به معنای حفظ باورهای سنتی در عین حمایت از رفاه و اقتصاد مختلط است.